# Lasse O'Månsson
Lasse O'Månsson, egentligen Lars Olof Månsson (signatur: Daddy O), född 6 december 1931 i Sala, död 28 december 1988 i Stockholm, var en svensk författare, redaktör och komiker. Han var den första redaktören för Svenska MAD, ledde HJäLP!, gjorde radioprogrammet Blå tummen, och syntes i TV som ett av "Skäggen".
Det irländska prefixet "O' " sägs han ha börjat använda eftersom han påstod sig vara född i Dublin.

## Verksamhet

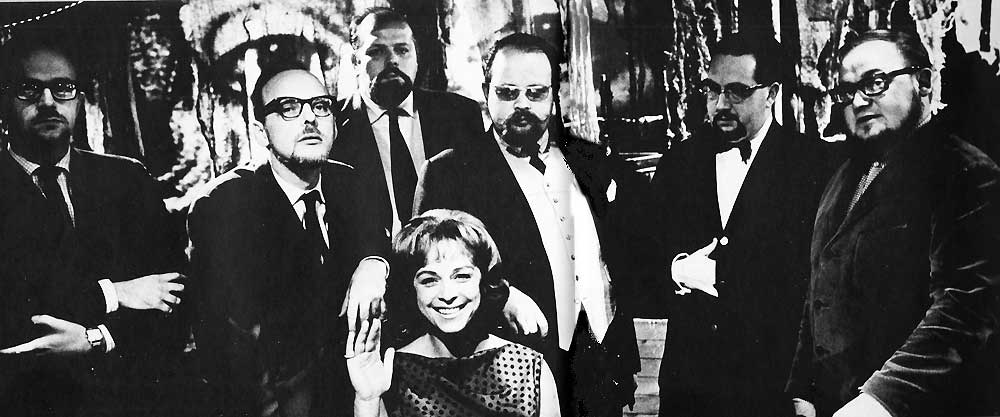
"Skäggen" (1963) med Lasse O'Månsson längst till vänster.

Lasse O’Månsson älskade jazzmusik, introducerade sjuk humor i Sverige, och var en av de första stora humoristerna i radio och TV. O'Månsson var också ett av de så kallade Skäggen, som 1963 framkallade den första tittarstormen i TV. 
Han började sin skrivarbana i Sala på Sala Allehanda, där han tillsammans med kollegan Olle Alström startade Svensk humoristisk tidskrift 1954 som utkom med fyra nummer innan den lades ner , och han flyttade sedan till Stockholm.
O'Månsson hade redan tidigare medverkat med bidrag i pressen, till exempel med kåseriet "En dag å Kongl. Djurgården" i tidskriften All världens berättare 1953, och blev 1960 redaktör för nystartade tidskriften Svenska MAD, som blev mycket populär i Sverige. Svenska Mads sista nummer på förlaget Williams utkom 1975, och i samband med förlagsbytet (där Semic Press tog över), slutade O'Månsson som redaktör. O'Månsson tog också 1962 hand om HJäLP!, en annan nystartad humortidning som dock rymde mycket mer svenskt material, bland annat texter av Hasseåtage. Även den mer skämtbildsinriktade tidningen Plop! var hans verk. Han skrev också flera böcker i samma humorstil, bland annat Tarzan super säger aporna (1964), som ingår i Göran Häggs guidebok 1001 böcker du måste ha läst innan du dör, Bryt Samman, amigos! (1977) och August Strindbergs Gula bok (1980).
Mellan 1957 och 1968  var han med och skrev och framförde radioprogrammet Blå tummen. Han och Nils Eklund dömdes till dagsböter 1964 för att grovt ha kränkt trosfriden i en radiosketch från 1963 där han skojade om att dela ut nattvard på en bensinmack och Eklund hade medverkat i den. O'Månsson hördes även som berättare (tillsammans med Leif ”Smoke Rings” Anderson) 1966–1967 i Sveriges Radios radioteaterföljetong Dickie Dick Dickens. O'Månsson medverkande även bland annat under 1970-talet tillsammans med Bengan Wittström i Bättre sänt än aldrig och uppföljaren Bättre sent än alltid.
O'Månsson uppträdde även på scen i Hasseåtages första revy Gröna hund från 1962.
Han har sedan 2024 en egen gata uppkallad efter sig i Sala på initiativ av salabon Joakim Eriksson.

## Stipendium
Lasse O'Månssons naturastipendium instiftades 2010 av Sala kommun, och innebär fritt sommarboende i en drängstuga vid Sala silvergruva. Stipendiet delas årligen ut till författare, översättare, tecknare, komiker, ståuppkomiker, musikjournalister och radio- eller tv-förnyare som verkar i Lasse O’Månssons anda.

### Övrigt
- 1974 – Lasse O'Månsson avslöjar Mitzi Gaynors hemliga liv (LP)
- 1979 – Brunk 500 – Uppsala universitet 500 år! Studentorkesterfestival. (Dubbel-LP från universitetskonsert, med Lasse O'Månsson och Bengan Wittström som konferencierer.)[8]
- 1979 – Hur man går ner i vikt med sex (bok av Richard Smith, tolkad av Lasse O'Månsson. Utgiven av Askild & Kärnekull)

## Filmografi
- 1964 – Svenska bilder [9]